# Jo Morrison
Pour les articles homonymes, voir Morrison.
Jo Morisson (Johanna) est une harpiste celtique originaire de New Windsor dans le Maryland, nationalement connue pour son interprétation évocatrice de la musique écossaise.

## Biographie
Après avoir passé plusieurs mois à écrire de la musique, l'enseignement et l'exécution sur l'île de Lewis, en Écosse, ses connaissances et sa compréhension du genre celtique la met très en demande en tant qu'interprète, arbitre, et professeur à travers le pays. 
Elle a joué dans des salles de la Bibliothèque du Congrès de An Lanntair, en Écosse. Jo s'est également produite fréquemment en duo harpe / shuttle pipe avec Righ Port. Sa passion pour la musique écossaise est affiché sur ses cinq albums solos.
En 2008 elle reçoit un WAMMIE (Washington Award Musique régional), nommée dans la catégorie Instrumentiste Folk traditionnel, et a obtenu la certification en tant que praticien certifié Musique (CMP) pour fournir de la musique thérapeutique au chevet des malades. Elle était une artiste clé pour la tournée HARPA n°8 en Norvège. Elle a sorti son premier CD de musique originale, Vols of Fantasy, accompagné d'un livre de partitions.